# Жилино (село, Московская область)
Жилино — село в Московской области России. Входит в городской округ Химки. Население — 29 чел. (2010).

## География
Село Жилино расположено в центральной части Московской области, на самом северо-западе округа, примерно в 24 км к северо-западу от центра города Химки и в 21 км к юго-востоку от города Солнечногорска, в 24 км от Московской кольцевой автодороги. Севернее находится платформа 128 км Большого кольца Московской железной дороги.
В селе три улицы — Высокая, Дачная и Крестьянская, зарегистрировано два садовых товарищества. Ближайшие населённые пункты — деревни Веревское, Льялово и Покров.

## История
В «Списке населённых мест» 1862 года Жилина (Жилино) — владельческая деревня 6-го стана Московского уезда Московской губернии между Санкт-Петербургским шоссе и Рогачёвским трактом, в 36 верстах от губернского города, при колодцах, с 4 дворами и 55 жителями (30 мужчин, 25 женщин).
По данным на 1890 год входила в состав Дурыкинской волости Московского уезда, число душ составляло 83 человека.
В 1913 году — 22 двора.
По материалам Всесоюзной переписи населения 1926 года — центр Жилинского сельсовета Бедняковской волости Московского уезда, проживало 119 жителей (47 мужчин, 72 женщины), насчитывалось 25 крестьянских хозяйств.
С 1929 года — населённый пункт в составе Сходненского района Московского округа Московской области. Постановлением ЦИК и СНК от 23 июля 1930 года округа как административно-территориальные единицы были ликвидированы.
1929—1932 гг. — деревня Льяловского сельсовета Сходненского района.
1932—1954 гг. — деревня Льяловского сельсовета Солнечногорского района.
1954—1956 гг. — деревня Литвиновского сельсовета Солнечногорского района.
1956—1957 гг. — деревня Кировского сельсовета Солнечногорского района.
1957—1960 гг. — деревня Кировского сельсовета Химкинского района.
1960—1963 гг. — деревня Кировского сельсовета Солнечногорского района.
1963—1965 гг. — деревня Кировского сельсовета Солнечногорского укрупнённого сельского района.
1965—1994 гг. — деревня Кировского сельсовета Солнечногорского района.
В 1994 году Московской областной думой было утверждено положение о местном самоуправлении в Московской области, сельские советы как административно-территориальные единицы были преобразованы в сельские округа.
Ранее в Солнечногорском районе было три деревни с названием Жилино, две другие относились к городскому поселению Андреевка. После преобразования муниципального района в городской округ и ликвидации сельских поселений постановлением губернатора Подмосковья 1 ноября 2019 года тип деревни изменён на село.
В 1994—2004 гг. Жилино входило в Кировский сельский округ Солнечногорского района, в 2005—2019 годах — в Лунёвское сельское поселение Солнечногорского муниципального района, в 2019—2022 годах  — в состав городского округа Солнечногорск, с 1 января 2023 года включено в состав городского округа Химки.

## Население
| 1852 | 1859 | 1890 | 1899 | 1926 | 1932 | 1966 |
| ---- | ---- | ---- | ---- | ---- | ---- | ---- |
| 49   | ↗55  | ↗83  | ↘56  | ↗119 | ↗147 | ↘48  |
| 1998 | 2002 | 2010 |      |      |      |      |
| ↘6   | ↘3   | ↗29  |      |      |      |      |